# Preussiodora sulphurea
Preussiodora sulphurea är en måreväxtart som först beskrevs av Karl Moritz Schumann, och fick sitt nu gällande namn av Ronald William John Keay. Preussiodora sulphurea ingår i släktet Preussiodora och familjen måreväxter. Inga underarter finns listade i Catalogue of Life.